# Kamienica Mikołaja Szelechowa w Warszawie
Kamienica Mikołaja Szelechowa – zabytkowa kamienica znajdująca się w Alejach Jerozolimskich 85 w warszawskiej dzielnicy Ochota.

## Opis

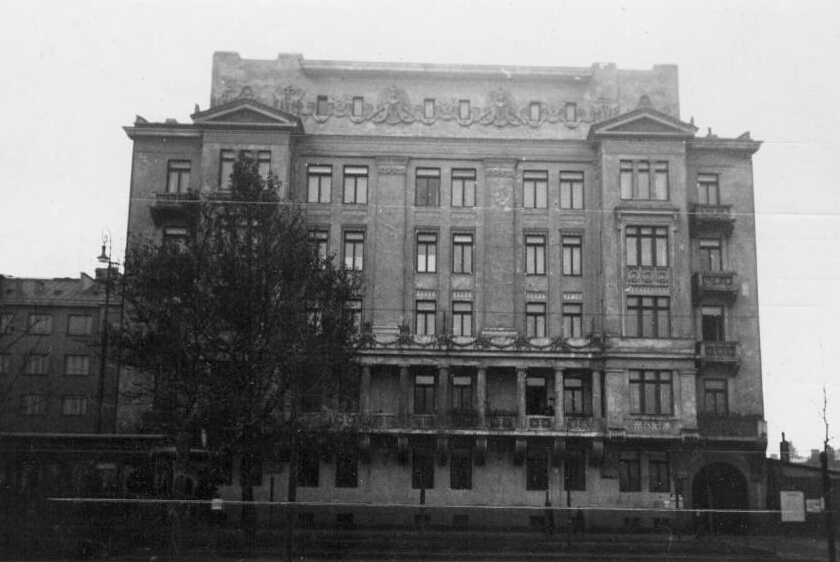
Kamienica około 1938 roku

Wzniesiona w latach 1912–1913 według projektu rosyjskiego architekta Piotra Feddersa. Pięciopiętrowa, pierwotnie posiadała oficyny rozebrane po roku 1945, oraz wystrój późnego klasycyzmu, typowy dla tzw. szkoły petersburskiej. Fasada na wysokości pierwszego piętra ozdobiona została dorycką kolumnadą, zaś ostatnia kondygnacja została zaprojektowana jako attyka dekorowana uskrzydlonymi popiersiami i wizerunkami gryfów. Detale te zostały zniszczone po roku 1945.
Po II wojnie światowej w kamienicy mieściła się redakcja Gazety Ludowej. Budynek należał wtedy do PSL.
W 1993 roku kamienica została wpisana do rejestru zabytków.
W 2007 kamienica została zreprywatyzowana. Były zameldowane w niej wówczas 122 osoby.

## Inne informacje
- Przy al. Róż 2 znajduje się jeszcze jeden budynek nazywany kamienicą lub pałacem Mikołaja Szelechowa[5].